# Andrzej Rafał Waltenberger
Andrzej Rafał Waltenberger (ur. 22 maja 1943 we Lwowie) – polski scenograf filmowy. Laureat nagrody za scenografię do filmu Cudownie ocalony na Festiwalu Polskich Filmów Fabularnych w Gdyni w 2004 oraz laureat Orła w 2018 za scenografię filmu Twój Vincent.

## Filmografia
jako autor scenografii:
- Spokój (1976)
- Amator (1979)
- Przypadek (1981)
- Miłość ci wszystko wybaczy (1981)
- Medium (1985)
- Komediantka (1986)
- Zabić na końcu (1990)
- Powrót wilczycy (1990)
- Jeszcze tylko ten las (1991)
- Komedia małżeńska (1993)
- Gnoje (1995)
- Akwarium (1995)
- Wirus (1996)
- Przystań (1997)
- Break Point (2002)
- Cudownie ocalony (2004)
- Hiena (2006)
- Skorumpowani (2008)
- Od pełni do pełni (2012)
- Twój Vincent (2018)